# Kanton Auxerre-Sud
Kanton Auxerre-Sud is een voormalig kanton van het Franse departement Yonne. Het kanton maakte deel uit van het arrondissement Auxerre. 
Het werd opgeheven bij decreet van 13 februari 2014 met uitwerking op 22 maart 2015. De gemeente Auxerre zelf werd opnieuw verdeeld over 4 kantons en de andere 2 gemeenten werden toegevoegd aan het kanton Auxerre-4.

## Gemeenten
Het kanton Auxerre-Sud omvatte de volgende gemeenten:
- Auxerre (deels, hoofdplaats)
- Chevannes
- Vallan